# Teenage Mutant Ninja Turtles (Mirage Studios)
Teenage Mutant Ninja Turtles (рус. Подростки мутанты ниндзя черепашки) — американская серия комиксов, издаваемая Mirage Studios с 1984 по 2014 год. Первый выпуск был создан сценаристами и художниками Кевином Истменом и Питером Лэрдом и изначально задумывался как ваншот, однако снискал большую популярность, в результате чего стал началом онгоинга. Комикс положил начало франшизе, состоящей из пяти сериалов, шести художественных фильмов, многочисленных видеоигр, а также игрушек и других тематических товаров.
На протяжении многих лет Черепашки появлялись в кроссоверах с другими независимыми персонажами комиксов, такими как Cerebus Дэйва Сима, Flaming Carrot Боба Бердена, Usagi Yojimbo Стэна Сакаи, серией Image Universe, включая Savage Dragon Эрика Ларсена и Spawn Тодда Макфарлейна.
В 2009 году Лэрд продал права на Teenage Mutant Ninja Turtles Nickelodeon, дочерней компании Viacom. Mirage Studios закрылась 19 сентября 2021 года. В 2011 году IDW Publishing приобрела права на публикацию новой серии и переиздание старых комиксов.

## Предыстория
Концепция четырёх мутировавших черепах возникла благодаря иллюстрации Кевина Истмена, которую тот нарисовал во время мозгового штурма со своим другом Питером Лэрдом. Рисунок небольшой неказистой черепахи в маске, к рукам которой были привязаны нунчаки показался комичным для молодых художников, поскольку на нём была изображена медлительная хладнокровная рептилия, обладающая скоростью и ловкостью, необходимыми для владения японским боевым искусством. Лэрд предложил создать команду из четырёх таких черепах, каждая из которых будет специализироваться на владении отдельного вида оружия. В качестве источников вдохновения авторы приводили в пример творчество Фрэнка Миллера и Джека Кирби.
Воспользовавшись деньгами от удержания налога и займом у дяди Истмена, они основали Mirage Studios и самостоятельно выпустили комикс, в котором пастишировали четыре полярных серии комиксов начала 1980-х: New Mutants Marvel Comics, где главными действующими лицами являлись мутанты-подростки, Cerebus с участием антропоморфных животных, а также Ronin и Daredevil, повествующих о кланах ниндзя, стремящихся захватить контроль над преступным миром Нью-Йорка.
История происхождения Черепашек-ниндзя содержала прямые отсылки на Сорвиголову: дорожно-транспортное происшествие при участии слепого мужчины и грузовика, перевозившего радиоактивную слизь, является прямой отсылкой к ориджину Сорвиголовы (в первом выпуске Сплинтер наблюдает за тем, как канистра врезается в лицо юноши). Слово «Сплинтер» пародировало прозвище наставника Сорвиголовы, человека известного как «Стик». Клан злых ниндзя под названием Фут, представители которого стали заклятыми врагами Черепах, высмеивает Руку, таинственный и смертоносный клан ниндзя из комиксов про Сорвиголову.
Задумав наставника Черепах как крысу, которая переехала в Соединённые Штаты из Японии и была мастером ниндзя, Истмен и Лэрд планировали дать братьям японские имена, но, как объяснил Лэрд, «мы не могли придумать аутентично звучащие японские имена». Вместо этого они позаимствовали имена художников эпохи Возрождения и выбрали четырёх деятелей, с творчеством которых были наиболее знакомы, обратившись к экземпляру «Истории искусств Дженсона», принадлежавшей Лэрду.

## История публикаций

### Том 1: 1984–1993
Первый выпуск Teenage Mutant Ninja Turtles рекламировался в комиксе Истмена и Лэрда под названием Gobbledygook, а также в Comics Buyer’s Guide #545. Реклама на одной из страниц CBG помогла привлечь внимание розничных торговцев и способствовала выходу первого тиража. Из-за газетного формата CBG многие читатели избавлялись от своих экземпляров после прочтения, в связи с чем на сегодняшний день выпуск рекламировавший Teenage Mutant Ninja Turtles является редким и ценным предметом коллекционирования. Истмэн и Лэрд презентовали первый выпуск Teenage Mutant Ninja Turtles в мае 1984 года на комикс-конвенции в отеле Шэратон в Портсмуте, Нью-Гэмпшир. Комикс был опубликован ограниченным тиражом в 3 250 копий с чёрно-белыми иллюстрациями на дешёвой газетной бумаге. Данный период характеризовался интенсивными спекуляциями об инвестициях в комиксы, в частности большим интересом к чёрно-белым комиксам со стороны независимых компаний. Первые издания оригинальных комиксов TMNT имели небольшие тиражи, что сделало их коллекционными предметами, из-за чего в течение нескольких следующих месяцев продавалась по завышенной цене.
Успех Teenage Mutant Ninja Turtles привёл к ажиотажу вокруг чёрно-белых комиксов в середине 1980-х годов, поскольку многие небольшие издатели выпускали пародийные комиксы про антропоморфных животных с целью получения лёгкой прибыли. Среди них были Adolescent Radioactive Black Belt Hamsters и Pre-Teen Dirty-Gene Kung Fu Kangaroos. Даже Marvel Comics опубликовала рекламу Adult Thermonuclear Samurai Elephants в 1986 году, который затем превратился в пародию на Людей Икс, и в конечном итоге был выпущен под названием Power Pachyderms в 1989 году. Большинство из них были проданы в магазины комиксов большим тиражом, однако не снискали читательского интереса. Эти спекуляции привели к финансовым проблемам как у магазинов комиксов, так и у дистрибьютораов, что привело к обвалу продаж в 1986-87 годах.
Сюжетная арка Return to New York завершилась весной 1989 года, в то время как франшиза «Черепашки-ниндзя» в других средствах массовой информации. Истмен и Лэрд перешли к управлению международным мерчандайзингом, контролируя широкий спектр сделок по продаже лицензии. Занятость помешала двум создателям участвовать в повседневной работе по написанию и иллюстрации ежемесячного комикса, отчего к работе над серией присоединились другие художники. Различные стили, появившиеся в отдельных сюжетных арках, сделали серию непоследовательной, фактически сделав из неё антологию. Некоторые из этих художников, в том числе Майкл Дуни, Эрик Тэлбот, А. К. Фэрли, Райан Браун, Стив Лэвин, Стив Мёрфи и Джим Лоусон продолжали работать с Mirage Studios в течение многих лет.
Выпуск #45 стал поворотным моментом в развитии серии, поскольку Mirage предприняла усилия, чтобы вернуть TMNT к исходной непрерывности. Сюжетная арка из 13 частей под названием City at War началась с выпуска #50, который был первым выпуском, полностью написанным и проиллюстрированным как Истменом, так и Лэрдом после выпуска #11. Как City at War, так и первый том завершились публикацией выпуска #62 в августе 1993 года.

### Том 2: 1993–1995
Mirage Studios выпустила второй том в октябре 1993 года как выполненную в цвете серию, которая следовала за событиями первого тома. Написанная и проиллюстрированная Джимом Лоусоном, серия насчитывала всего 13 выпусков, после издания которых публикация завершилась в октябре 1995 года. Отмена была вызвана снижением популярности и отставанием продаж.

### Том 3: 1996–1999
Создатель The Savage Dragon Эрик Ларсен возродил серию в июне 1996 года, выпустив третий том под баннером Image Comics. Серия была написана Гэри Карлсоном и проиллюстрирована Фрэнком Фоско, ознаменовав возвращение к чёрно-белым цветам. Этот том был примечателен более быстрым темпом повествования и более интенсивным экшеном, в то время как сами Черепашки-ниндзя претерпели серьёзные физические изменения: Леонардо потерял руку, через лицо Рафаэля проходил шрам, Сплинтер превратился в летучую мышь, а Донателло стал киборгом. Кроме того, Рафаэль даже принял личность Шреддера и возглавил клан Фут. В третьем томе Черепахи стали частью вселенную Image, что привело к созданию нескольких кроссоверов с другими персонажами издательства.
Серия завершилась на клиффхэнгере в 1999 году в выпуске #23, после чего третий том перестал считаться частью «официального» канона TMNT отчасти из-за отсутствия желания сосоздателя Питера Лэрда заниматься материалом, к которому он не имел отношения. Тем не менее, версия Рафаэля в качестве Шреддера фигурировала в эпизоде 3 сезона мультсериала 2003 года «Тьма внутри», когда Раф подвергся своему страху поддаться гневу и стать тем, кого он ненавидел.
После закрытия серия оставалась в подвешенном состоянии в течение почти двух десятилетий, без переизданий и коллекционных изданий. В 2018 году IDW Publishing, которая выпустила собственную серию комиксов TMNT, переиздала существующие 23 выпуска в цветной версии, а также официально завершила серию Image последней сюжетной аркой из трёх выпусков, к написанию и иллюстрированию которой вернулись Карлсон и Фоско.

### Том 4: 2001–2014
Питер Лэрд и Джим Лоусон вернули «Черепашек-ниндзя» к их корням в серии с сокращённым названием TMNT в декабре 2001 года. Выпуски серии выходили один или два раза в месяц. Авторы получили возможность исправить многолетнюю ошибку: с первого выпуска первого тома имя Микеланджело неправильно прописывалось как «Michaelangelo». С выходом четвёртого тома имя персонажа стало соответствовать имени его тезки из эпохи Возрождения — Микеланджело Буонарроти. 
Спустя пятнадцать лет после завершения второго тома (игнорируя события третьего), Черепахи, которым исполнилось за 30, по-прежнему проживают в своём канализационном логове под Нью-Йорком. Эйприл О’Нил и Кейси Джонс уже некоторое время женаты и продолжают поддерживать общение с Черепахами, проживая в городской квартире по-соседству. Сплинтер всё ещё живёт в фермерском доме в Нортгемптоне, где он стал своего рода «дедом» дочери-подростка Кейси, Шэдоу. Утромы вернулись на Землю и создали мирную базу в Верхнем Нью-Йоркском заливе. С этого момента инопланетяне и другие необычные формы жизни, такие как Черепахи, практически ассимилировались с обществом. Черепахам больше не приходится прятаться от людей, теперь могут свободно бродить по верхнему миру, выдавая себя за инопланетян.
Серия продолжалась до приобретения франшизы Viacom в 2009 году. По условиям сделки Лэрду было разрешено продолжить четвёртый том, однако выпуски перестали выходить регулярно. Первоначально выпуск #31 был доступен как онлайн-комикс, в то время как выпуск #32 выпускался ко Дню бесплатных комиксов 2014 года, почти через 4 года после онлайн-публикации выпуска #31. Выпуск #31 издавался в печатном формате ко Дню бесплатных комиксов 2015 года. Mirage сохранила права на публикацию 18 выпусков в год, однако студия закрылась 19 сентября 2021 года.

## Связанные комиксы
На ранних этапах развития франшизы каждая из четырёх Черепах получила свой собственный ваншот (или микросерию). Также был выпущен ваншот с участием Фуджитоида. В 1987 году вышла ваншот-антология Turtle Soup, которая привела к одноимённой серии из четырёх выпусков в 1991-1992 годах. У Черепах был кроссовер из четырёх выпусков с Flaming Carrot (ранее Черепашки фигурировали в выпусках #25-27 сольной серии Flaming Carrot от издательства Dark Horse), а Фуджитоид объединился с оригинальным персонажем Mirage авторства Майкла Дуни по имени Гизмо в ограниченной серии из двух выпусков. Кевин Истмен и Рик Вейч написали историю о Кейси Джонсе, изначально опубликованную в антологии Plastron Cafe из четырёх выпусков, а затем была выпущена цветная версия с ранее непоказанной концовке в минисерии о Кейси Джонсе из двух выпусков. Затем Истмен сотрудничал с Саймоном Бисли над минисерией, которая первоначально должна была издаваться Mirage под названием Casey Jones & Raphael, однако после первого выпуска Image выпустил комикс под названием Bodycount в формате минисерии из четырёх выпусков, которая началась с расширенной версии первого выпуска, опубликованного Mirage.

## Коллекционные издания
Первые коллекционные издания были выпущены First Publishing, которая издавала четыре тома с 1986 по 1988 год, включающими в себя цветные версии выпусков #1-11, а также ваншот Leonardo #1 (другие три ваншота добавлены не были).
В 1988 году Mirage Studios выпустила Teenage Mutant Ninja Turtles Collected Book Volume One, который содержал выпуски #1-11 и четыре сольные минисерии. Он был доступен только при покупке по почте у Mirage, либо в мягкой обложке за 20 $ США (с обложкой Питера Лэрда в количестве 5000 копий) и в твердой обложке ограниченным тиражом по цене 100 $ США (с обложкой Кевина Истмана в количестве 1000 экземпляров, подписанных Истменом и Лэрдом). В период с 1990 по 1991 год Mirage Studios издала семь томов The Collected Teenage Mutant Ninja Turtles в мягкой обложке, переиздавая в основном выпуски #1-29 и четыре сольные микросерии. Обложку ко всем томам рисовал художник А. С. Фэрли. Цена первого тома составила 16,95 $ США, поскольку данный образец включал наибольшее количество переизданных выпусков, в то время как цена томов со 2 по 7 составляла 6,95 $ США, так как они по большей части содержали по три переизданных выпуска.
В рамках празднования 25-летия франшизы в 2009 году, Mirage, не издававшая новые переиздания в течение многих лет, выпустила новый коллекционный том в мягкой обложке под названием Teenage Mutant Ninja Turtles, Collected Book Volume 1, публикация которой состоялась в июле 2009 года, а цена составила 29,95 $ США. Она состояла из: выпусков #1-11, четырёх микросерий, а также первый выпуск Fugitoid в качестве бонусного материала.
Новое Делюкс-издание в твёрдом переплете издавалось IDW Publishing, которая получила права на издание Teenage Mutant Ninja Turtles от Viacom в 2011 году, включая переиздание старых комиксов.

### Mirage Publishing
- TMNT Collected Book Volume One (Лимитированное издание в твёрдом переплёте 1988 года), включает vol. 1 #1–11, а также Raphael #1, Michelangelo #1, Donatello #1 и Leonardo #1 (была выпущена только 1 000 копий, подписанных Кевином Истменом и Питером Лэрдом)
- TMNT Collected Book Volume One (издание 1988 года в твёрдом переплёте в количестве 5 000 копий), включает vol. 1 #1–11, а также Raphael #1, Michelangelo #1, Donatello #1 и Leonardo #1
- The Collected Teenage Mutant Ninja Turtles Volume 1, включает vol. 1 #1–11, а также Raphael #1, Michaelangelo #1, Donatello #1 и Leonardo #1 (издание в твёрдом переплёте от марта 1990 года)
- Teenage Mutant Ninja Turtles, Collected Book Volume 1, включает vol. 1 #1–11, а также Raphael #1, Michaelangelo #1, Donatello #1, Leonardo #1, Fugitoid #1 и бонусные материалы. (Июль 2009 года, 606 страниц, ISBN 0-9819497-0-3)
- The Collected Teenage Mutant Ninja Turtles Volume 2, включает vol. 1 #12–14 (Май 1990)
- The Collected Teenage Mutant Ninja Turtles Volume 3, включает vol. 1 #15, 17–18 (Июнь 1990)
- The Collected Teenage Mutant Ninja Turtles Volume 4, включает vol. 1 #19–21 (Октябрь 1990)
- The Collected Teenage Mutant Ninja Turtles Volume 5, включает vol. 1 #16, 22–23 (Ноябрь 1990)
- The Collected Teenage Mutant Ninja Turtles Volume 6, включает vol. 1 #24–26 (Июль 1991)
- The Collected Teenage Mutant Ninja Turtles Volume 7, включает vol. 1 #27–29 (Ноябрь 1991)
- TMNT: Soul's Winter, включает vol. 1 #31, 35–36 (Февраль 2007)
- Shell Shock, включает короткие истории от различных сценаристов и художников (Декабрь 1989)
- Challenges от Майкла Дуни (1991)
- TMNT: The Collected Movie Books, включает комиксы по фильму: TMNT Movie Prequel #1 – Raphael, TMNT Movie Prequel #2 – Michaelangelo, TMNT Movie Prequel #3 – Donatello, TMNT Movie Prequel #4 – April, TMNT Movie Prequel #5 – Leonardo, TMNT Movie Adaptation (Июнь 2007)

### First Publishing
- Teenage Mutant Ninja Turtles: Book I, включает цветные версии vol. 1 #1–3 (Ноябрь 1986)
- Teenage Mutant Ninja Turtles: Book II, включает цветные версии vol. 1 #4–6 (Июнь 1987)
- Teenage Mutant Ninja Turtles: Book III, включает цветные версии vol. 1 #7–9, а также короткую историю Stompers (Декабрь 1987)
- Teenage Mutant Ninja Turtles: Book IV, включает цветные версии Leonardo #1 и vol. 1 #10–11 (Ноябрь 1988)

### Image Comics
- Teenage Mutant Ninja Turtles TPB включает vol. 3 #1–5
- Bodycount TPB включает минисерию от Кевина Истмена и Саймона Бисли Bodycount #1–4

### Heavy Metal
- Bodycount TPB (выпущен в 2008 году) – включает минисерию от Кевина Истмена и Саймона Бисли Bodycount #1–4 (Данное переиздание выпущено в формате журнала, а не комикса)
- Teenage Mutant Ninja Turtles – 25th Anniversary: A Quarter Century Celebration (избранные переиздания с некоторыми историями в цвете)

### IDW Comics
- Teenage Mutant Ninja Turtles: The Ultimate Collection Vol. 1, включает Mirage Studios' vol. 1 выпуски #1–7, а также Raphael #1 (Декабрь 2011)
- Teenage Mutant Ninja Turtles: The Ultimate Collection Vol. 2, включает Mirage Studios' vol. 1 выпуски #8–11, а также ваншоты Michaelangelo, Leonardo и Donatello (Апрель 2012)
- Teenage Mutant Ninja Turtles: The Ultimate Collection Vol. 3, включает Mirage Studios' vol. 1 выпуски #12, 14, 15, 17 и 19–21 (Август 2012)
- Teenage Mutant Ninja Turtles: The Ultimate Collection Vol. 4, включает Mirage Studios' vol. 1 выпуски #48–55 (Апрель 2013)
- Teenage Mutant Ninja Turtles: The Ultimate Collection Vol. 5, включает Mirage Studios' vol. 1 выпуски #56–62 (Октябрь 2013)
- Teenage Mutant Ninja Turtles: The Ultimate Collection Vol. 6, включает различные короткие истории / ваншоты, опубликованные между 1985 и 1989 (Январь 2016)
- Teenage Mutant Ninja Turtles Black & White Classics Vol. 1, включает Mirage Studios' vol. 1 выпуски #1–3, а также Raphael #1 (Июнь 2012)
- Teenage Mutant Ninja Turtles Black & White Classics Vol. 2, включает Mirage Studios' vol. 1 выпуски #4–7 (Июнь 2012)
- Teenage Mutant Ninja Turtles Black & White Classics Vol. 3, включает Mirage Studios' vol. 1 выпуск #9, а также микросерии Michaelangelo и Donatello (Июнь 2012)
- Teenage Mutant Ninja Turtles Black & White Classics Vol. 4, включает Mirage Studios' vol. 1 выпуски #10–11 и микросерию Leonardo (Июнь 2012)
- Teenage Mutant Ninja Turtles Classics Vol. 1, включает цветные версии Mirage Studios' vol. 1 выпуск #13, а также истории из Shell Shock TP: Bottoming Out, New York Ninja, Word Warriors, 49th Street Stompers, Junkman, O Deed, Road Trip, Don't Judge a Book, A Splinter in the Eye of God?, Night Life и Meanwhile... 1,000,000 B.C.. (Июнь 2012)
- Teenage Mutant Ninja Turtles Classics Vol. 2, включает цветные версии Mirage Studios' vol. 1 выпуски #16, 22 и 23 (Август 2012)
- Teenage Mutant Ninja Turtles Classics Vol. 3, включает цветные версии Mirage Studios' vol. 1 выпуски  #27–29 (Декабрь 2012)
- Teenage Mutant Ninja Turtles Classics Vol. 4, включает цветные версии Mirage Studios' vol. 1 выпуски #32, 33 и 37 с историей The Ring (из Turtle Soup Vol. 2 Book One) (Март 2013)
- Teenage Mutant Ninja Turtles Classics Vol. 5, включает цветные версии Mirage Studios' vol. 1 выпуски #34 и #38–40 (Май 2013)
- Teenage Mutant Ninja Turtles Classics Vol. 6, включает цветные версии Mirage Studios' vol. 1 выпуски #42–44 (Август 2013)
- Teenage Mutant Ninja Turtles Classics Vol. 7, включает цветные версии Mirage Studios' vol. 1 выпускит #45–47 и шесть коротких историй из Shell Shock: Ghouls Night Out, Crazy Man, The Survival Game, The Howl, Technofear и It's A Gas (Ноябрь 2013)
- Teenage Mutant Ninja Turtles Classics Vol. 8, включает Mirage Studios' vol. 2 выпуски #1–5 (Май 2014)
- Teenage Mutant Ninja Turtles Classics Vol. 9, включает Mirage Studios' vol. 2 выпуски #6–9 (Декабрь 2014)
- Teenage Mutant Ninja Turtles Classics Vol. 10, включает Mirage Studios' vol. 2 выпуски #10–13 (Апрель 2015)
- Teenage Mutant Ninja Turtles: Legends, Soul's Winter включает цветные версии Mirage Studios' vol. 1 выпуски #31, 35-36 и короткие истории A Splinter in the Eye of God, Failed Instant и O-Deed. (Декабрь 2014)
- Teenage Mutant Ninja Turtles: The Works, Vol. 1, включает цветные версии Mirage Studios' vol. 1 выпуски #1–7, а также Raphael #1 (Май 2013)
- Teenage Mutant Ninja Turtles: The Works, Vol. 2, включает цветные версии Mirage Studios' vol. 1 выпуски #8–11, Michaelangelo #1, Donatello #1 и Leonardo #1 (Октябрь 2013)
- Teenage Mutant Ninja Turtles: The Works, Vol. 3, включает цветные версии Mirage Studios' vol. 1 выпуски #12, #14–15, #17 и #19–21 (Сентябрь 2014)
- Teenage Mutant Ninja Turtles: The Works, Vol. 4, включает цветные версии Mirage Studios' vol. 1 выпуски #48–55 (Декабрь 2015)
- Teenage Mutant Ninja Turtles: The Works, Vol. 5, включает цветные версии Mirage Studios' vol. 1 выпуски #56–62 (Август 2016)
- Teenage Mutant Ninja Turtles Color Classics, Vol.1, включает цветные версии Mirage Studios' vol. 1 выпуски #1–7, Raphael #1 и Michaelangelo #1 (Апрель 2018)
- Teenage Mutant Ninja Turtles Color Classics, Vol.2, включает цветные версии Mirage Studios' vol. 1 issues #8-13, Donatello  #1 и Leonardo  #1 (Май 2019)
- Teenage Mutant Ninja Turtles Color Classics, Vol.3, включает цветные версии Mirage Studios' vol. 1 выпуски #14-21 (Май 2020)
- Tales of the Teenage Mutant Ninja Turtles Omnibus, Vol. 1, включает цветные версии 'Tales of TMNT, 1st series' и выпуски 1-8 из Tales of the TMNT, Vol 2. (Май 2018)
- Tales of the Teenage Mutant Ninja Turtles, Vol. 1 включает цветные версии Tales of the TMNT, vol 1, выпуски #1-4 (Февраль 2013)
- Tales of the Teenage Mutant Ninja Turtles, Vol. 2 включает цветные версии Tales of the TMNT, vol 1, выпуски #5-7 (Апрель 2013)
- Tales of the Teenage Mutant Ninja Turtles, Vol. 3 включает цветные версии Tales of the TMNT, vol 2, выпуски #1-4 (Октябрь 2013)
- Tales of the Teenage Mutant Ninja Turtles, Vol. 4 включает цветные версии Tales of the TMNT, vol 2, выпуски #5-8 (Май 2014)
- Tales of the Teenage Mutant Ninja Turtles, Vol. 5 включает цветные версии Tales of the TMNT, vol 2, выпуски #9-12 (Август 2014)
- Tales of the Teenage Mutant Ninja Turtles, Vol. 6 включает цветные версии Tales of the TMNT, vol 2, выпуски #13-16 (Ноябрь 2014)
- Tales of the Teenage Mutant Ninja Turtles, Vol. 7 включает цветные версии Tales of the TMNT, vol 2, выпуски #17-20 (Июль 2015)
- Tales of the Teenage Mutant Ninja Turtles, Vol. 8 включает цветные версии Tales of the TMNT, vol 2, выпуски #22-25 (Апрель 2016)

## Появления в других медиа

### Комиксы
В комиксах Teenage Mutant Ninja Turtles от IDW Publishing были две незначительные отсылки на комиксы Mirage: в Bebop & Rocksteady Destroy Everything! #1, начало которого переплетается с историей из TMNT vol.1 #7: «Возвращение Саванти Ромеро», и в Teenage Mutant Ninja Turtles/Usagi Yojimbo, где упоминаются предыдущие встречи между Миямото Усаги и Черепахами из комиксов Mirage.

### Мультипликация
Мультсериал «Черепашки-ниндзя», дебютировавший в 2003 году, завершился анимационным фильмом «Черепашки навсегда», кроссовером с двумя другими проектами франшизы: мультсериалом 1987 года и оригинальным комиксом Mirage. Аналогичная задумка была использована в эпизоде мультсериала 2012 года «Межпространственные черепашки», где версия 2012 года заменила версию 2003 года. В обоих специальных выпусках появляется мир Mirage Comics. Эта реальность называется Turtle Prime или Primary Turtle Dimension, разрушение которой вызовет цепную реакцию, что уничтожит всех других Черепах и их реальности.